# Seznam vrcholně středověkých měst vzniklých v blízkosti přemyslovských správních sídel
Institucionální města, která vznikla blízko přemyslovských správních sídel
- Děčín
- Most (u Bíliny)
- Litoměřice
- Boleslav (Mladá)
- Loket (u Sedlce)
- Plzeň (u Staré Plzně)
- Praha
- Mělník
- Hradec (Králové)
- Čáslav
- Chrudim
- Kouřim
- Kladsko
- Opava (u Hradce)
- Olomouc
- Přerov
- Brno
- Hodonín
- Znojmo